# Sapek (Setia Bakti)
Sapek is een bestuurslaag in het regentschap Aceh Jaya van de provincie Atjeh, Indonesië. Sapek telt 442 inwoners (volkstelling 2010).